# Kelpin
Kelpin, även känt som Keping, är ett härad som lyder under prefekturen Aksu i Xinjiang-regionen i nordvästra Kina. Det ligger omkring 790 kilometer sydväst om regionhuvudstaden Ürümqi. 